# كافيين (برنامج)
كافيين (برنامج)
كافيين (بالإنجليزية: Kaffeine)‏ هو برنامج مشغل وسائط على الأنظمة الشبيهة بيونكس مُنتج من قبل كيدي.
يدعم هذا المشغل الإضافات الثنائية الخاصة بمشروع إم بلاير لصيغ اللواحق الخاصة بالوسائط.
قام مطورو برنامج كافيين بإصدار إضافة خاصة لمتصفح فايرفكس لجلب المحتوى عبر شبكة الوب.
مزايا البرنامج بالإضافة لسابق: دعم دي في بي ، دي في دي ، فيديو سيدي ، سيدي صوتي

## روابط خارجية
- كافيين على موقع Open Hub (الإنجليزية)
- كافيين على موقع SourceForge (الإنجليزية)
- الموقع الرسمي